# Улица Дружбы (Мелитополь)
Улица Дружбы (укр. Вулиця Дружби) — улица в Мелитополе. Начинается от проспекта Богдана Хмельницкого, идёт по горе по правому берегу Песчанского ручья, пересекая Дачный переулок, Мурманский переулок, улицу Станиславского, 1-й и 2-й Монастырские переулки, спускается с горы и оканчивается перекрёстком с улицей Павла Сивицкого.
После войны улица носила имя Шолохова. Когда в эпоху десталинизации перестали называть улицы именами ещё живых людей, улица была переименована, и с 29 октября 1957 она называется улицей Дружбы.
14 апреля 1961 года горисполком принял решение открыть городскую массовую библиотеку по улице Дружбы и назвать её в честь Тараса Шевченко.
Большая часть улицы застроена частными жилыми домами. Между проспектом Богдана Хмельницкого и Дачным переулком находится высотный жилмассив. На углу улицы Дружбы и проспекта Богдана Хмельницкого находится 14-этажный дом, один из самых высоких в Мелитополе. До 1990-х лет в районе Мурманского переулка ширина улицы превышала 100 метров, но потом улица была застроена частными особняками. Здесь 4 ноября 2002 года у особняка нынешнего мэра Мелитополя (а тогда председателя горсовета) С. Г. Вальтера на него было совершено покушение, но от взрыва пострадали только 2 исполнителя покушения.